# Apache JServ Protocol
Das Apache JServ Protocol (AJP) ist ein Binärprotokoll, das ankommende Anfragen eines Webservers zu einem dahinterliegenden Applikationsserver weiterleitet. Es unterstützt auch gewisse Monitoringfähigkeiten, z. B. kann es den Applikationsserver anpingen.
AJP wird typischerweise in Loadbalancing-Umgebungen benutzt, in denen ein oder mehrere Frontend-Server Anfragen an einen oder mehrere Applikationsserver weitergeben. Durch Routing-Mechanismen wird sichergestellt, dass die Anfragen, die zu einer Session gehören, beim richtigen Server landen.
AJP ist im Apache HTTP Server als mod_jk- bzw. mod_proxy_ajp-Modul implementiert.
Apache Tomcat und Jetty sowie Undertow unterstützen AJP.